# Liste des sites archéologiques de Tunisie

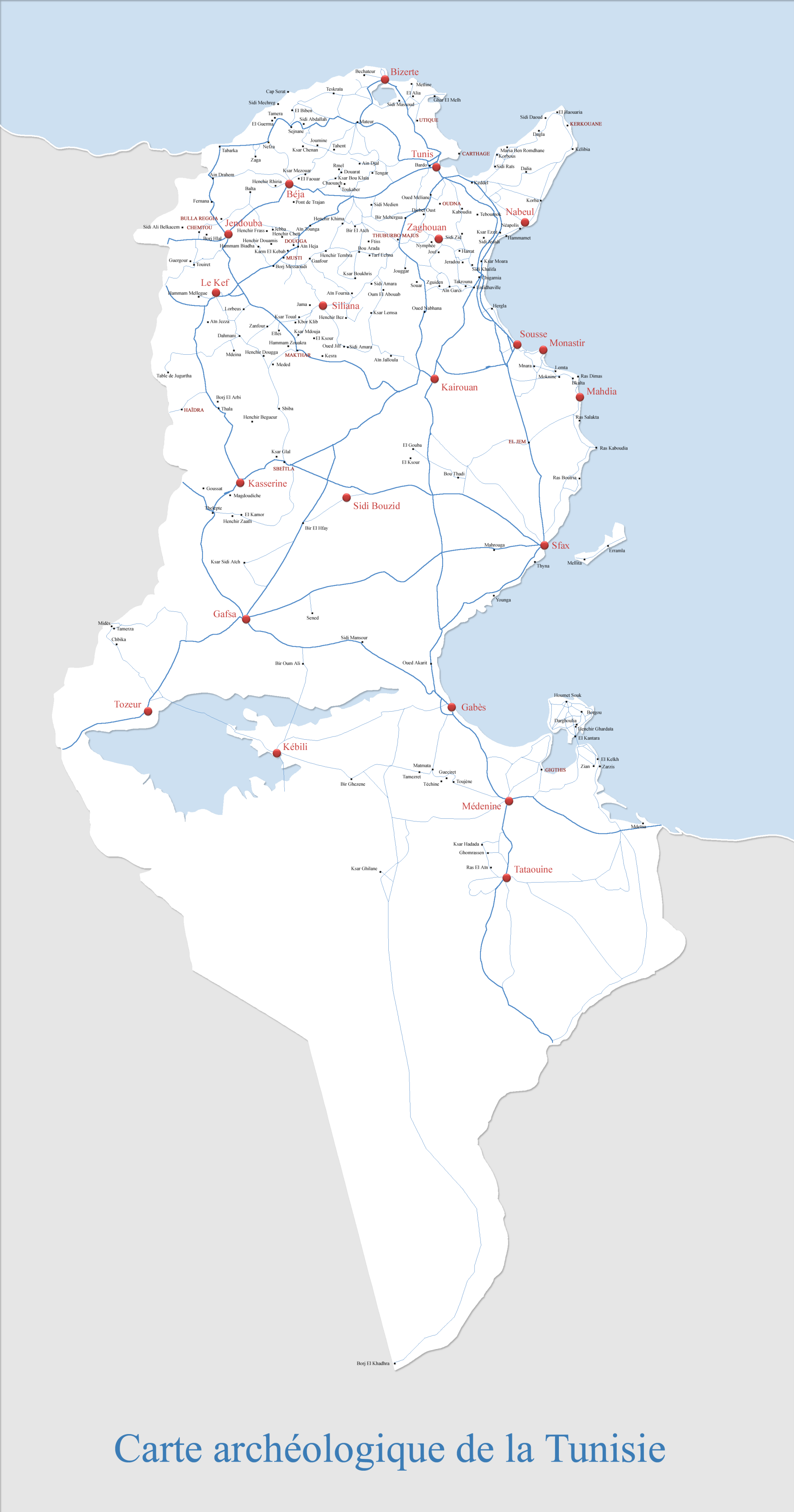
Carte archéologique de la Tunisie.

Cette liste des sites archéologiques de Tunisie donne un aperçu des sites archéologiques répartis sur le territoire de l'actuelle Tunisie.

## Liste
| Nom antique                           | Nom moderne                                              | Image | Gouvernorat | Coordonnées                        |
| ------------------------------------- | -------------------------------------------------------- | ----- | ----------- | ---------------------------------- |
| ?                                     | Bir Chaouch                                              |       | Zaghouan    | 36° 05′ 28″ N, 10° 03′ 20″ E       |
| ?                                     | Bir Oum Ali                                              |       | Kébili      | 34° 08′ 14″ N, 9° 10′ 17″ E        |
| ?                                     | Henchir Douemis                                          |       | Kairouan    | 35° 39′ 40″ N, 9° 44′ 47″ E        |
| ?                                     | Jebel Oust                                               |       | Zaghouan    | 36° 32′ 03″ N, 10° 04′ 15″ E       |
| ?                                     | Kerkouane                                                |       | Nabeul      | 36° 56′ 47″ N, 11° 05′ 58″ E       |
| ?                                     | Ksar Faouara (aux environs de Tubernuc)                  |       | Nabeul      | 36° 30′ 57″ N, 10° 26′ 10″ E       |
| ?                                     | Ksar Soudane (Oued ez Zit)                               |       | Zaghouan    | 36° 25′ 56″ N, 10° 17′ 27″ E       |
| ?                                     | Ladbech                                                  |       | Gabès       | 33° 28′ 48″ N, 10° 05′ 04″ E       |
| ?                                     | Sidi Ghrib                                               |       | La Manouba  | 36° 40′ 30″ N, 9° 52′ 42″ E        |
| A[---]                                | Ksar Mdouja                                              |       | Siliana     |                                    |
| Abbir Cella                           | Henchir en Naam                                          |       | Zaghouan    |                                    |
| Abbir Maius                           | Henchir Khandaq                                          |       | Zaghouan    | 36° 23′ 04″ N, 10° 01′ 07″ E       |
| Abitina(e) ou Avitina(e) ?            | Chouhoud el Bâtin                                        |       | Béja        |                                    |
| Abthugnos                             | Henchir es Souar                                         |       | Zaghouan    | 36° 11′ 43″ N, 10° 00′ 24″ E       |
| Acholla                               | Ras Boutria                                              |       | Sfax        | 35° 04′ 42″ N, 11° 01′ 30″ E       |
| Ad Amadum ?                           | Dehiba                                                   |       | Tataouine   |                                    |
| Ad Aquas ?                            | Borj Sebbalat el Bey                                     |       | Ben Arous   |                                    |
| Ad Aquas ?                            | Hammam Ali Daoua                                         |       | Jendouba    |                                    |
| Ad Atticille ?                        | Sidi Amara ou Goubellat ?                                |       | Béja        |                                    |
| Ad Oleastrum ?                        | Henchir Ferchatt et Henchir Zabouza                      |       | Sfax        |                                    |
| Ad Palmam ?                           | Aouinet                                                  |       | Gabès       |                                    |
| Ad Templum ?                          | Kébili, Jemna ou Bechri                                  |       | Kébili      |                                    |
| Ad Turres ?                           | Tamerza                                                  |       | Tozeur      |                                    |
| Agarlabas ?                           | Borj Tamra ou Henchir Mgarine                            |       | Gabès       |                                    |
| Agbia                                 | Aïn Hejja                                                |       | Béja        |                                    |
| Aggar ?                               | Beni Hassen ou Henchir Maklouba                          |       | Mahdia      |                                    |
| Aggar (Henchir Sidi Amara)            | Sidi Amara ou Henchir el Khima                           |       | Kairouan    | 35° 51′ 22″ N, 9° 31′ 13″ E        |
| Aggarsel ?                            | Ghidma, Sabria ou El Golâa                               |       | Kébili      |                                    |
| Agma sive Fulgurita                   | Zarath ou Zarate                                         |       | Gabès       |                                    |
| Alma                                  | Henchir el Khima                                         |       | Kasserine   |                                    |
| Althiburos                            | Medeïna                                                  |       | Le Kef      | 35° 52′ 24″ N, 8° 47′ 09″ E        |
| Ammaedara                             | Haïdra                                                   |       | Kasserine   | 35° 33′ 50″ N, 8° 27′ 14″ E        |
| Apisa Maius                           | Tarf ech Chenah                                          |       | Siliana     | 36° 19′ 57″ N, 9° 44′ 30″ E        |
| Apollinis Promontorium                | Ras Sidi Ali el Mekki                                    |       | Bizerte     | 37° 10′ 48″ N, 10° 16′ 48″ E       |
| Aptucca                               | Henchir Oudeka                                           |       |             | 35° 57′ 08″ N, 8° 35′ 54″ E        |
| Aquae                                 | Henchir Hamma du Jérid                                   |       | Tozeur      |                                    |
| Aquae ?                               | Aïn Younès                                               |       | Béja        |                                    |
| Aquae Carpitanae                      | Korbous                                                  |       | Nabeul      |                                    |
| Aquae Persianae / Naro                | Hammam Lif                                               |       | Ben Arous   |                                    |
| Aquae Regiae                          | Haffouz                                                  |       | Kairouan    |                                    |
| Aquae Tacapitanae                     | El Hamma de Gabès                                        |       | Gabès       |                                    |
| Aquae Traianae                        | Hammam Saïala                                            |       | Béja        |                                    |
| Aradi ?                               | Bou Arada                                                |       | Siliana     |                                    |
| Asadi ou Aradi ?                      | Zaouïa Sidi Jdidi                                        |       | Nabeul      |                                    |
| Assuras                               | Zanfour                                                  |       | Siliana     | 35° 59′ 40″ N, 9° 01′ 12″ E        |
| Aubuzza                               | Aïn Zezza                                                |       | Le Kef      |                                    |
| Avedda ?                              | Henchir Bedd                                             |       | Béja        |                                    |
| Avensa                                | Borj Hamdouna                                            |       | Béja        |                                    |
| Aves ?                                | Sidi Abdennour                                           |       | Siliana     |                                    |
| Aves ? / Benefa ?                     | Henchir Flaguess et Es Skhira Guedima                    |       | Sfax        |                                    |
| Augarmi                               | Ksar Koutine                                             |       | Médenine    |                                    |
| Avioccala                             | Henchir Sidi Amara                                       |       | Siliana     |                                    |
| Avitta Bibba                          | Henchir Bou Ftis                                         |       | Zaghouan    | 36° 24′ 35″ N, 9° 43′ 28″ E        |
| Aulodes                               | Sidi Raïss                                               |       | Nabeul      |                                    |
| Aunobari                              | Kern el Kebch                                            |       | Béja        | 36° 22′ 58″ N, 9° 11′ 27″ E        |
| Bararus                               | Rougga                                                   |       | Sfax        |                                    |
| Belalis Maior                         | Henchir El Faouar                                        |       | Béja        | 36° 45′ 54″ N, 9° 15′ 27″ E        |
| Bezereos                              | Bir Ghezen                                               |       | Kébili      | 33° 30′ 14″ N, 9° 29′ 53″ E        |
| Biha Bilta ou Biha Belta              | Henchir Behia                                            |       |             |                                    |
| Biia                                  | Aïn Batria                                               |       | Zaghouan    |                                    |
| Biracsaccar                           | Sidi Bou Medien                                          |       | Gabès       |                                    |
| Bisica Lucana                         | Henchir Bichga                                           |       | Siliana     |                                    |
| Bulla Mensa ?                         | Kalaat Senan                                             |       | Le Kef      | 35° 44′ 40″ N, 8° 22′ 57″ E        |
| Bulla Regia                           | Hammam-Derradji                                          |       | Jendouba    | 36° 33′ 32″ N, 8° 45′ 25″ E        |
| Canop(is) ?                           | Henchir Sidi Bennour                                     |       |             |                                    |
| Capsa                                 | Gafsa                                                    |       | Gafsa       | 34° 24′ 56″ N, 8° 47′ 12″ E        |
| Caput Vada / Iustinianopolis          | Chebba (Ras Kaboudia)                                    |       | Mahdia      |                                    |
| Carpi(s)                              | Sidi er Reïs                                             |       | Nabeul      |                                    |
| Carthago                              | Carthage                                                 |       | Tunis       | 36° 51′ 12″ N, 10° 19′ 24″ E       |
| Casae / Saltus Beguensis              | Henchir el Begar                                         |       | Kasserine   | 35° 24′ 50″ N, 8° 55′ 37″ E        |
| Castellum[---]                        | Nebeur                                                   |       | Kef         |                                    |
| Castilia                              | Degache                                                  |       | Tozeur      |                                    |
| Castra Cornelia                       | Kalâat el-Andalous                                       |       | Ariana      | 37° 03′ 45″ N, 10° 07′ 06″ E       |
| Casula ou Culusa ?                    | Soliman                                                  |       | Nabeul      |                                    |
| Cella(e) ou Chella(e) ?               | Henchir Aïn Zouarine                                     |       | Nabeul      |                                    |
| Cellae Vicus ?                        | Nadhour                                                  |       | Zaghouan    |                                    |
| Cercina                               | Borj el Hassar                                           |       | Sfax        | 34° 42′ 38″ N, 11° 09′ 12″ E       |
| Chidibbia                             | Slouguia                                                 |       | Béja        |                                    |
| Chiniava                              | Henchir Guenba                                           |       | Bizerte     |                                    |
| Chul                                  | Béni Khalled                                             |       | Nabeul      |                                    |
| Chusira                               | Kesra                                                    |       | Siliana     | 35° 48′ 49″ N, 9° 22′ 01″ E        |
| Cicisa ?                              | Sidi Thabit                                              |       | Ariana      |                                    |
| Cilibia                               | Henchir Kelbia                                           |       | Nabeul      | 36° 34′ 25″ N, 10° 28′ 32″ E       |
| Cillium                               | Kasserine                                                |       | Kasserine   | 35° 10′ 05″ N, 8° 47′ 54″ E        |
| Cilma ?                               | Jilma                                                    |       | Sidi Bouzid |                                    |
| Cincari                               | Henchir Toungar                                          |       | Bizerte     |                                    |
| Cit[---]                              | Sidi Ahmed al Hachani                                    |       | Le Kef      |                                    |
| Clipea                                | Kélibia                                                  |       | Nabeul      | 36° 50′ 11″ N, 11° 06′ 48″ E       |
| Clucar ?                              | Henchir el Amera                                         |       |             |                                    |
| Coreva                                | Henchir Dermoul ou Dermoulia                             |       | Béja        |                                    |
| Cululis                               | Aïn Djeloula                                             |       | Kairouan    |                                    |
| Curubis                               | Korba                                                    |       | Nabeul      |                                    |
| Cuttilula                             | Aïn Zouza                                                |       | Béja        |                                    |
| Drusiliana ?                          | Henchir Khanget el Kedim                                 |       |             |                                    |
| Elephantaria ?                        | Henchir as Sid                                           |       | Béja        | 36° 39′ 06″ N, 9° 31′ 43″ E        |
| Fundus Aufidianus                     | Bou Assid                                                |       |             |                                    |
| Fundus Bassianus                      | Sidi Abdallah                                            |       |             |                                    |
| Fundus Tigibelle                      | Henchir Bou Ahmed                                        |       |             |                                    |
| Fundus Ver[---]                       | Ksar el Outiba                                           |       |             |                                    |
| Furc[---]                             | Henchir Ben Hassen                                       |       | Nabeul      | 36° 32′ 49″ N, 10° 22′ 50″ E       |
| Furnos Maius                          | Aïn Fourna                                               |       | Siliana     |                                    |
| Furnos Minus                          | Henchir Msaadine                                         |       | La Manouba  | 36° 41′ 51″ N, 9° 50′ 11″ E        |
| Gales                                 | Henchir Kharrouba                                        |       | Nabeul      |                                    |
| Gemellae                              | Sidi Aïch                                                |       | Gafsa       |                                    |
| Gergis                                | Zarzis                                                   |       | Médenine    |                                    |
| Gidaphtha ?                           | Ras Segala                                               |       | Médenine    |                                    |
| Gigthis                               | Boughrara                                                |       | Médenine    | 33° 31′ 35″ N, 10° 40′ 16″ E       |
| Gillium                               | Henchir Frass                                            |       | Tataouine   |                                    |
| Girba                                 | Houmt Souk                                               |       | Médenine    |                                    |
| Giufi                                 | Bir Mcherga                                              |       | Zaghouan    |                                    |
| Gori                                  | Dhraa el Gamra et Aïn el Djour                           |       | Zaghouan    |                                    |
| Gumis ?                               | Borj Cédria                                              |       | Ben Arous   |                                    |
| Gummi ?                               | Mahdia                                                   |       | Mahdia      | 35° 30′ 18″ N, 11° 04′ 44″ E       |
| Gunela ?                              | Henchir Gongla                                           |       | Bizerte     |                                    |
| Gurza ?                               | Kalâa Kebira                                             |       | Sousse      |                                    |
| Hadrumetum                            | Sousse                                                   |       | Sousse      | 35° 49′ 05″ N, 10° 37′ 35″ E       |
| Haribus ?                             | Guellala                                                 |       | Médenine    |                                    |
| Hippo Diarrhytus                      | Bizerte                                                  |       | Bizerte     |                                    |
| Horrea Caelia                         | Hergla                                                   |       | Sousse      | 36° 01′ 26″ N, 10° 31′ 02″ E       |
| Inuca                                 | Bordj Bahran                                             |       | La Manouba  |                                    |
| Iubaltianae                           | Kairouan                                                 |       | Kairouan    |                                    |
| Iunci / Sofiana                       | Younga (voir aussi Macomades Minores)                    |       | Sfax        |                                    |
| Lacene ?                              | Tarf el Ma                                               |       |             |                                    |
| Lares                                 | Lorbeus                                                  |       | Le Kef      |                                    |
| Lariscus                              | Skhira                                                   |       | Sfax        |                                    |
| Lepti Minus                           | Lamta                                                    |       | Monastir    | 35° 40′ 41,07″ N, 10° 51′ 58,51″ O |
| Limisa                                | Ksar Lemsa                                               |       | Siliana     | 36° 02′ 09″ N, 9° 41′ 31″ E        |
| Macomades Minores ?                   | Younga (voir aussi Iunci / Sofiana)                      |       | Sfax        |                                    |
| Macota ?                              | Maghraoua                                                |       | Siliana     |                                    |
| Mactaris                              | Makthar                                                  |       | Siliana     | 35° 51′ 20″ N, 9° 12′ 23″ E        |
| Mammes ?                              | Henchir Douimis ou Aïn Ghorab ?                          |       | Nabeul      |                                    |
| Manange ?                             | Henchir Faroha                                           |       | Siliana     |                                    |
| [Ma]rag[vi] Sara ?                    | Henchir Chaâr                                            |       |             |                                    |
| Marazanae ?                           | Henchir Guennara ?                                       |       | La Manouba  |                                    |
| Marcimeni                             | Aïn Beïda                                                |       | Jendouba    |                                    |
| Ma[---]rensium (Castellum ?)          | Aïn Tella                                                |       | Bizerte     |                                    |
| Martae                                | Mareth                                                   |       | Gabès       |                                    |
| Masclianae ?                          | Henchir Sidi Abdelkader (à 4 km au N-O d'Hajeb El Ayoun) |       | Kairouan    |                                    |
| Masculula                             | Guergour                                                 |       | Le Kef      |                                    |
| Matar[i]                              | Mateur                                                   |       | Bizerte     |                                    |
| Maxula                                | Radès                                                    |       | Ben Arous   |                                    |
| Medeli et Pagus Mercurialis           | Henchir Bou Rebia et Zaouïa Khdima                       |       | Zaghouan    |                                    |
| Mediccera                             | Aïn Mdeker                                               |       | Sousse      |                                    |
| Memblone ?                            | Sidi Ahmed Bou Farès                                     |       |             |                                    |
| Membressa                             | Medjez el-Bab                                            |       | Béja        | 36° 38′ 55″ N, 9° 36′ 45″ E        |
| Meninx                                | El Kantara                                               |       | Médenine    | 33° 40′ 59″ N, 10° 55′ 07″ E       |
| Mididi                                | Henchir Midid                                            |       | Siliana     |                                    |
| Missua                                | Sidi Daoud                                               |       | Nabeul      |                                    |
| Miz[eo]t[e]r[---] ? / Gens Bacchuiana | Bou Jelida                                               |       | Nabeul      |                                    |
| Mizigi                                | Aïn Babbouch                                             |       | Jendouba    |                                    |
| Municipium Aurelium C[---]            | Henchir Boucha et Henchir Fraxine                        |       | Zaghouan    |                                    |
| Municipiu[m Se]ptim[ium ---]          | Henchir Debbik                                           |       | Béja        |                                    |
| Musti                                 | Henchir Mest (ou Henchir Mist)                           |       | Siliana     | 36° 20′ 08″ N, 9° 08′ 36″ E        |
| Mutia ?                               | Henchir Forma Mta Zralma                                 |       |             |                                    |
| Muzuca                                | Henchir Karachoun                                        |       | Kairouan    |                                    |
| Nara                                  | Bir El Hafey                                             |       | Sidi Bouzid |                                    |
| Naraggara                             | Sakiet Sidi Youssef                                      |       | Le Kef      |                                    |
| Néapolis                              | Nabeul                                                   |       | Nabeul      | 36° 26′ 24″ N, 10° 42′ 55″ E       |
| Neferis                               | Henchir Bou Baker                                        |       |             |                                    |
| Nepte                                 | Nefta                                                    |       | Tozeur      |                                    |
| Numluli                               | Henchir el Matria (Henchir Mastria)                      |       | Béja        | 36° 31′ 23″ N, 9° 13′ 11″ E        |
| Obba                                  | Ebba                                                     |       | Le Kef      |                                    |
| Ouiscae                               | Oglet el Ajela                                           |       |             |                                    |
| Pagus Veneriensis                     | Koudiat es Souda                                         |       | Gafsa       |                                    |
| Pheradi Maius                         | Sidi Khalifa                                             |       | Sousse      | 36° 14′ 58″ N, 10° 23′ 57″ E       |
| [P]hisi                               | Bechateur                                                |       | Bizerte     |                                    |
| Picus                                 | Henchir el Ameri                                         |       | Béja        |                                    |
| Praedia Buritanorum                   | Gousset el Bey                                           |       | Bizerte     |                                    |
| Praedia Rufi Volusiani                | Henchir et Terass                                        |       |             |                                    |
| Praesidium [---]                      | Si Aioun                                                 |       | Tataouine   |                                    |
| Praesidium Silvani ?                  | Sidi Mheddeb                                             |       | Sfax        |                                    |
| Pupput                                | Hammamet                                                 |       | Nabeul      | 36° 23′ 34,41″ N, 10° 33′ 44,52″ E |
| Putea Pallene                         | Naoura                                                   |       | Médenine    |                                    |
| Puteus ?                              | Bir Agareb                                               |       | Kébili      |                                    |
| Rucuma                                | Henchir er Roukm                                         |       | Bizerte     |                                    |
| Ruspae                                | Rosfa (ou Sbaïa)                                         |       | Mahdia      |                                    |
| Ruspina                               | Henchir Tennir (près de Monastir)                        |       | Monastir    |                                    |
| Rusucmona                             | Ghar El Melh                                             |       | Bizerte     | 37° 10′ 00″ N, 10° 11′ 00″ E       |
| Saia Maior                            | Henchir ed Douamis (Henchir Douémis) ou Jbal bou Gotrane |       | Jendouba    | 36° 38′ 06″ N, 8° 47′ 48″ E        |
| Saltus Burunitanus                    | Henchir Dakhla                                           |       | Béja        |                                    |
| Saltus Massipianus                    | Bordj el Arbi                                            |       | Kasserine   |                                    |
| Saradi                                | Henchir Seheli (Henchir Sehili)                          |       | Siliana     |                                    |
| Sarsura ?                             | Henchir el Ksour                                         |       | Kairouan    |                                    |
| Se[---] ?                             | Henchir ed Damous, (Henchir ed Damoua)                   |       | Béja        | 35° 58′ 54″ N, 9° 39′ 10″ E        |
| Segermès                              | Henchir Harat                                            |       | Zaghouan    | 36° 20′ 43″ N, 10° 18′ 03″ E       |
| Semta                                 | Henchir Zemda (Henchir Dhomda)                           |       | Zaghouan    | 36° 16′ 09″ N, 9° 53′ 14″ E        |
| Seressi                               | Oum el Abouab                                            |       | Zaghouan    | 36° 10′ 00″ N, 9° 46′ 20″ E        |
| Siagu                                 | Ksar ez Zit                                              |       | Nabeul      | 36° 25′ 46″ N, 10° 34′ 18″ E       |
| Sicca Veneria                         | Le Kef                                                   |       | Le Kef      |                                    |
| Sicilibba                             | El Alaouine                                              |       | La Manouba  | 36° 41′ 09″ N, 9° 52′ 25″ E        |
| Sicingi                               | Duela                                                    |       | Nabeul      | 36° 49′ 52″ N, 10° 36′ 22″ E       |
| Siguese ?                             | Kebouch                                                  |       | Le Kef      | 36° 12′ 36″ N, 8° 55′ 48″ E        |
| Silesua ?                             | Biar Bou Loufa (Biar Belouffa)                           |       | Gabès       | 34° 04′ 00″ N, 9° 34′ 00″ E        |
| Simingi                               | Sminja (Henchir Sidi Bou Zid)                            |       | Zaghouan    | 36° 30′ 30″ N, 10° 00′ 38″ E       |
| Simitthus                             | Chemtou                                                  |       | Jendouba    | 36° 29′ 22″ N, 8° 34′ 37″ E        |
| Sua                                   | Chaouach                                                 |       | Béja        | 36° 42′ 44″ N, 9° 32′ 28″ E        |
| Sufes                                 | Sbiba                                                    |       | Kasserine   |                                    |
| Sufetula                              | Sbeïtla                                                  |       | Kasserine   | 35° 14′ 26″ N, 9° 07′ 11″ E        |
| Sullecthum                            | Salakta                                                  |       | Mahdia      |                                    |
| Suttua                                | Henchir Chett                                            |       | Béja        | 36° 29′ 26,9″ N, 9° 09′ 25,8″ E    |
| Sutunurka                             | Aïn El Askar                                             |       | Zaghouan    |                                    |
| Tacapae                               | Gabès                                                    |       | Gabès       |                                    |
| Taparura                              | Sfax                                                     |       | Sfax        |                                    |
| Thabbora                              | Henchir Tambra                                           |       | Siliana     |                                    |
| Thabraca                              | Tabarka                                                  |       | Jendouba    | 36° 57′ 21″ N, 8° 45′ 10″ E        |
| Thacia                                | Borj El Massaoudi                                        |       | Siliana     | 36° 17′ 26″ N, 9° 03′ 36″ E        |
| Thaenae                               | Henchir Thyna                                            |       | Sfax        | 34° 38′ 57″ N, 10° 41′ 08″ E       |
| Thala                                 | Thala                                                    |       | Kasserine   | 35° 34′ 20″ N, 8° 40′ 15″ E        |
| Thapsus                               | Bekalta                                                  |       | Monastir    |                                    |
| Thélepte                              | Thélepte                                                 |       | Kasserine   | 34° 57′ 43″ N, 8° 34′ 40″ E        |
| Thibica                               | Bir Magra                                                |       | Zaghouan    | 36° 19′ 40″ N, 9° 50′ 23″ E        |
| Thibiuca                              | Henchir Zouitina                                         |       | La Manouba  | 36° 49′ 31″ N, 9° 46′ 27″ E        |
| Thicilla                              | Testour                                                  |       | Béja        | 36° 33′ 06″ N, 9° 26′ 30″ E        |
| Thigibba                              | Hammam Zouakra                                           |       | Siliana     | 35° 54′ 01″ N, 9° 05′ 29″ E        |
| Thigibba Bure                         | Djebba                                                   |       | Béja        | 36° 29′ 05″ N, 9° 05′ 34″ E        |
| Thignica                              | Aïn Tounga                                               |       | Béja        | 36° 31′ 26″ N, 9° 21′ 34″ E        |
| Thimida                               | Tinja                                                    |       | Bizerte     |                                    |
| Thimida Bure                          | Kouchbatia / Djebel Gorra                                |       | Béja        | 36° 29′ 27″ N, 9° 09′ 20″ E        |
| Thimisua                              | Gaâfour                                                  |       | Siliana     |                                    |
| Thinissut                             | Bir Bouregba                                             |       | Nabeul      |                                    |
| Thisita                               | Bechateur                                                |       | Bizerte     |                                    |
| Thuburbo Majus                        | Henchir Kasbet                                           |       | Zaghouan    | 36° 24′ 04″ N, 9° 54′ 14″ E        |
| Thuburbo Minus                        | Tebourba                                                 |       | La Manouba  |                                    |
| Thuburnica                            | Sidi Ali Belkacem                                        |       | Jendouba    | 36° 31′ 32″ N, 8° 28′ 08″ E        |
| Thubursico Bure                       | Téboursouk                                               |       | Béja        | 36° 27′ 26″ N, 9° 14′ 54″ E        |
| Thuccabor                             | Toukabeur                                                |       | Béja        | 36° 42′ 32″ N, 9° 31′ 16″ E        |
| Thugga                                | Dougga                                                   |       | Béja        | 36° 25′ 20″ N, 9° 13′ 08″ E        |
| Thunusuda                             | Sidi Meskine                                             |       | Jendouba    |                                    |
| Thusurus                              | Tozeur                                                   |       | Tozeur      |                                    |
| Thysdrus                              | El Jem                                                   |       | Mahdia      | 35° 17′ 47″ N, 10° 42′ 25″ E       |
| Tisivar                               | Ksar Ghilane                                             |       | Tataouine   | 33° 00′ 31″ N, 9° 36′ 59″ E        |
| Tubernuc                              | Henchir Tébournouk                                       |       | Nabeul      | 36° 31′ 59″ N, 10° 27′ 24″ E       |
| Turris Maniliorum Arelliorum          | Henchir el Gueciret                                      |       | Gabès       | 33° 28′ 48″ N, 10° 05′ 04″ E       |
| Turris Tamalleni                      | Telmine                                                  |       | Kébili      |                                    |
| Uchi Maius                            | Henchir Douamis                                          |       | Béja        | 36° 24′ 44″ N, 9° 05′ 06″ E        |
| Uppenna                               | Henchir Chigarnia                                        |       | Sousse      | 36° 10′ 20″ N, 10° 24′ 50″ E       |
| Uthina                                | Oudna                                                    |       | Ben Arous   | 36° 36′ 30,6″ N, 10° 10′ 09,19″ E  |
| Utica                                 | Henchir Bou Chateur                                      |       | Bizerte     | 37° 03′ 28″ N, 10° 03′ 46″ E       |
| Uzalis                                | El Alia                                                  |       | Bizerte     |                                    |
| Uzappa (Ausafa)                       | El Ksour (Ksour Sidi Abdel Melek)                        |       | Siliana     | 35° 55′ 00″ N, 9° 20′ 00″ E        |
| Uzita                                 | Henchir El Makhceba                                      |       | Monastir    | 35° 44′ 34″ N, 10° 43′ 48″ E       |
| Vaga                                  | Béja                                                     |       | Béja        | 36° 43′ 38″ N, 9° 11′ 08″ E        |
| Vallis                                | Sidi Medien                                              |       | Béja        | 36° 36′ 48,2″ N, 9° 44′ 28,2″ E    |
| Vazi Sarra                            | Henchir Bez                                              |       | Siliana     | 36° 00′ 23″ N, 9° 32′ 50″ E        |
| Vicus Augusti                         | Sidi El Hani                                             |       | Sousse      |                                    |
| Vicus Maracitanus                     | Ksar Toual                                               |       | Siliana     | 36° 01′ 04″ N, 9° 13′ 47″ E        |
| Zama Regia                            | Jama                                                     |       | Siliana     | 36° 06′ 54″ N, 9° 17′ 04″ E        |
| Ziqua                                 | Zaghouan                                                 |       | Zaghouan    | 36° 23′ 13″ N, 10° 07′ 52″ E       |
| Zucchara                              | Aïn Jougar                                               |       | Zaghouan    | 36° 15′ 18″ N, 9° 56′ 40″ E        |